# 马尔科·阿塞尔
马尔科·阿塞尔（芬蘭語：Marko Asell，1970年5月8日—），芬兰男子摔跤运动员。他曾代表芬兰参加1996年和2000年夏季奥林匹克运动会摔跤比赛，其中1996年奥运会获得一枚银牌。